# Abaka (vlákno)

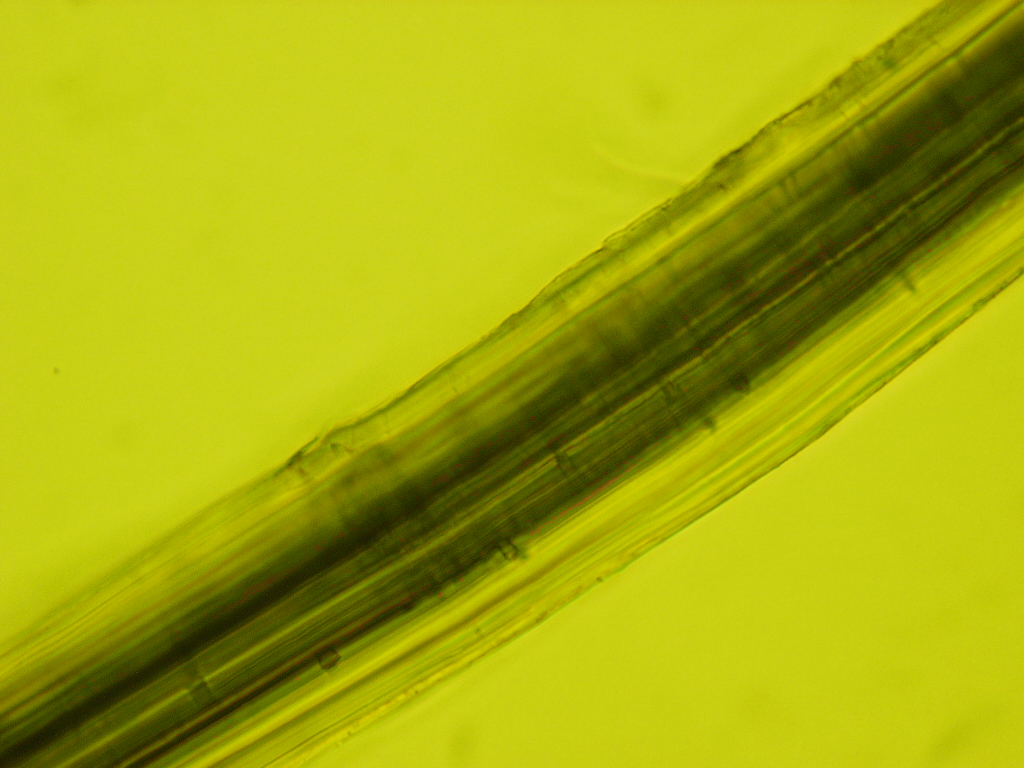
Vlákno abaky 40 x zvětšené

Abaka je vlákno z listů banánovníku textilního (Musa textilis) pěstovaného převážně na Filipínách.

## Pěstování a sklizeň
Kmen banánovníku dosahuje až 6 metrů výšky a asi 5 cm tloušťky. Rostlina má kolem 20 listů, z jejichž žilek se získávají až dva metry dlouhá vlákna. Žilky se zbavují pochev ručním nebo strojovým loupáním (dekortikátor) a suší na slunci. Čistým, suchým vláknům se pak obvykle říká manilské konopí (protože přes přístav ve filipínské Manile se dopravuje skoro celá světová produkce tohoto materiálu; seté konopí je na rozdíl od manilského lýkové vlákno).
Ze 100 kg listů se získává 1,5-3,5 kg vláken.

## Vlastnosti
Vlákno sestává z 84 % celulózy a 5 % ligninu. Délka vláken (na prodej) = 100-200 cm, tloušťka/průměr 150-260 µm, specifická hmotnost = 1,5 g/cm³, tažnost (do přetrhu) 7,8-8 %, tažná pevnost 980 N/m², navlhavost 5,8 %, odolnost proti účinkům mořské vody. 

## Výroba a použití
Ve 2. dekádě 21. století dosáhla celosvětově průměrná roční sklizeň cca 80 tisíc tun s výnosem 125 milionů USD, na které se podílely Filipíny s téměř 90 %. Více než 80 % vláken se používalo na výrobu papíru, na textilní výrobky asi 12 % abakových vláken tj. řádově 10 tisíc tun ročně.

### Výroba příze
- Abaková vlákna se údajně mohou spřádat podobnou technologií jako např. sisal.[2] Ve světě však není známý žádný praktický příklad zpracování tímto způsobem.
- Tanagak je monofilní příze zhotovená svazováním jednotlivých vláken cca 2 metry dlouhých. U nejjemnějšího vlákna (150 µm = 26,4 tex) připadá na váhu 1 kg cca 25 km příze, ve které jsou vlákna spojena cca 12 tisíci uzly.[6]

K výrobě tanagaku patří urovnání svazku sušených vláken, česání/kartáčování a svazování/spojování konců vláken uzlíky. Jedna vazačka může vyrobit denně 0,5 kg příze (podle jiných údajů 1 kg za týden). Kilogram sušených vláken se prodává za cca 2 €, tanagaková příze má hodnotu cca 8 €/kg.
Ve 2. dekádě 21. století byla na Filipínách zaznamenána roční výroba tanagaku kolem 3,5 tun. V roce 2014 byl plánován projekt racionalizace sklizně abaky a výroby příze tanagak, která se měla zvýšit na 14,4 ročních tun. Projekt měl být financován Světovou bankou a zčásti filipínskou vládou celkovou částkou 750 tisíc €. Týkal se 6 výrobních družstev se 370 členy ve filipínské provincii Sarangani. V rámci projektu se měla např. zvýšit produktivita vazačky tak, že by vyrobila kilogram příze za den (což odpovídá výkonu nejméně 25 uzlů za minutu). O realizaci tohoto projektu nebylo do roku 2022 nic publikováno.
- V roce 2015 byl konstruován a jako prototyp odzkoušen jednoduchý stroj na výrobu příze z jednotlivých abakových vláken obeskaných polyesterovým filamentem. Stroj v ceně cca 1500 € měl produkovat asi 2,5 kg příze za den.[6] O použití stroje v praxi není nic známo.
- Papírová příze na surovinové bázi abakových vláken. Švýcarská firma QWSTION vyvinula ve spolupráci s tchajwanskou společností Tainan ve 2. dekádě technologii výroby příze a tkanin na tomto principu. Údaje o technice a množství výroby nebyly dosud publikovány.[8]

### Tkaniny z abaka
Téměř všechny tkaniny z abaka se vyrábějí na ručních stavech
- technikou t´nalak na horizontálních stavech (vzorováním pod údajným vlivem mystických představ, z jednotlivých vláken barvených na způsob ikat) [9]
- technikou sinamay[10]
- tkaní svazků vláken (viz galerie)

Tkaniny z papírové abakové příze se vyrábějí na bezčlunkových strojích jako plátna nebo popelíny s hmotností cca 250 g/m²..

### Výroba provaznického zboží
je už od konce 20. století stále více omezována konkurencí syntetických výrobků.

### Speciální papír
Více než 80 % manilského konopí se používá na výrobu speciálního papíru (filtry, bankovky atd.).

### Recyklované manilské konopí
Filament z recyklovaného manilského konopí se nabízí jako příze na ruční práce. Je to příze z recyklovaných abakových zbytků a podřadných vláken vyrobená na způsob viskózového filamentu, označovaná také jako banánová nebo palmová příze.

## Galerie abaky
Sklizeň a dekortikace abaky

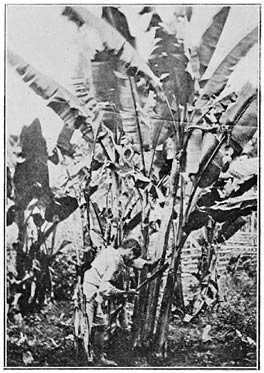
Sekání listů abaky (Filipíny kolem roku 1900)
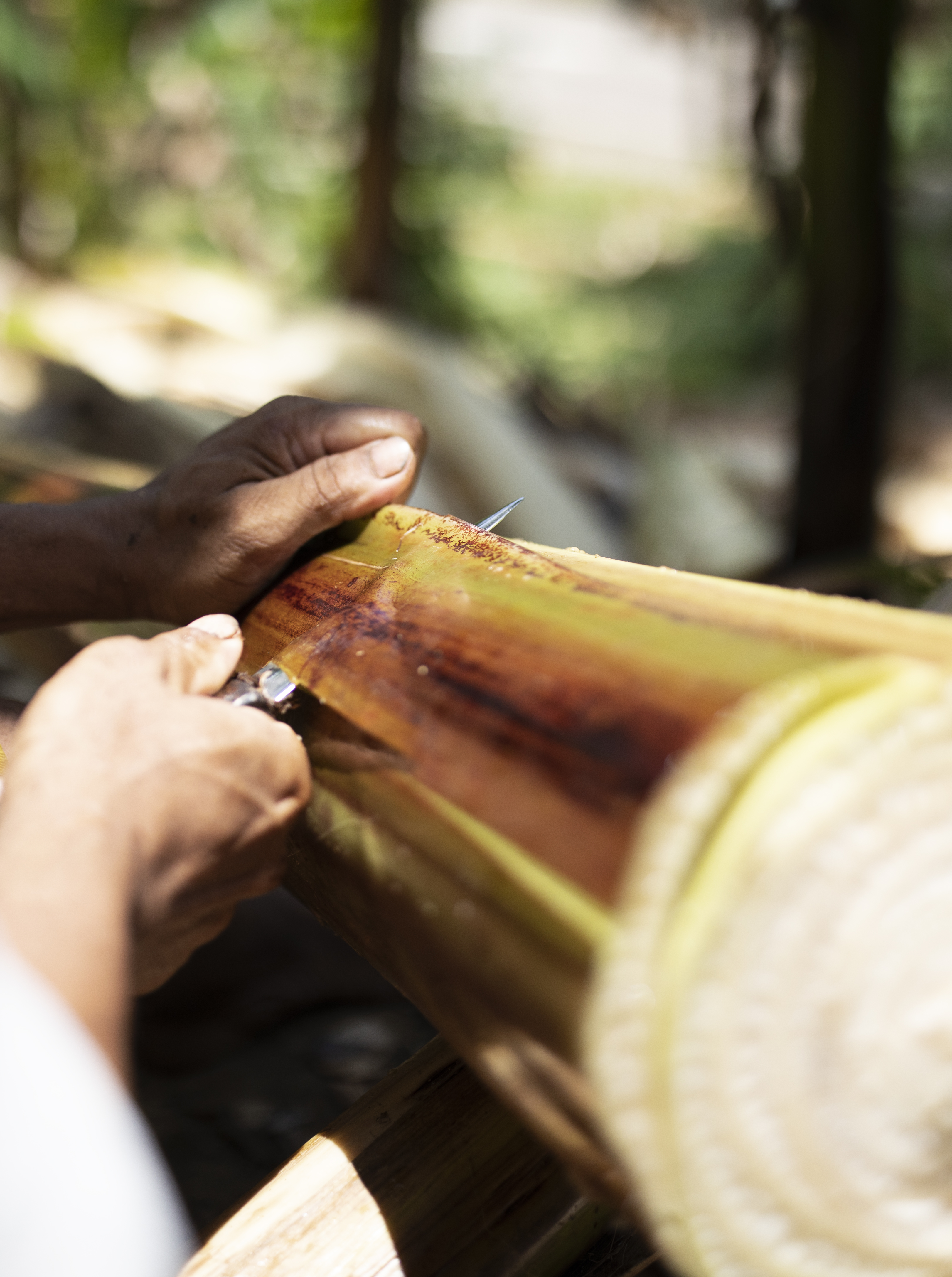
Oddělování vlákenných pásů (tuxying) z listů abaky
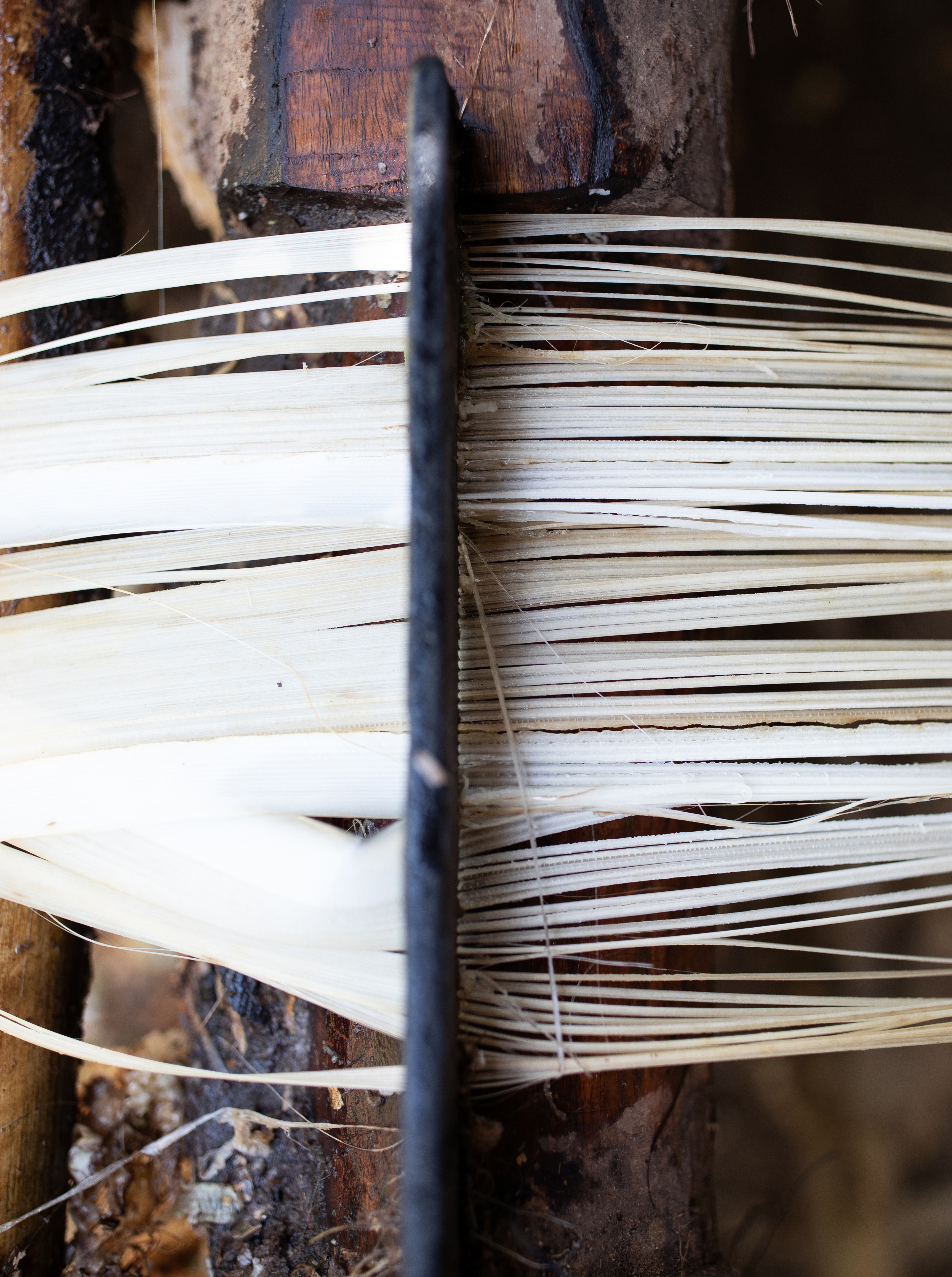
Řezání pásů (stripping)
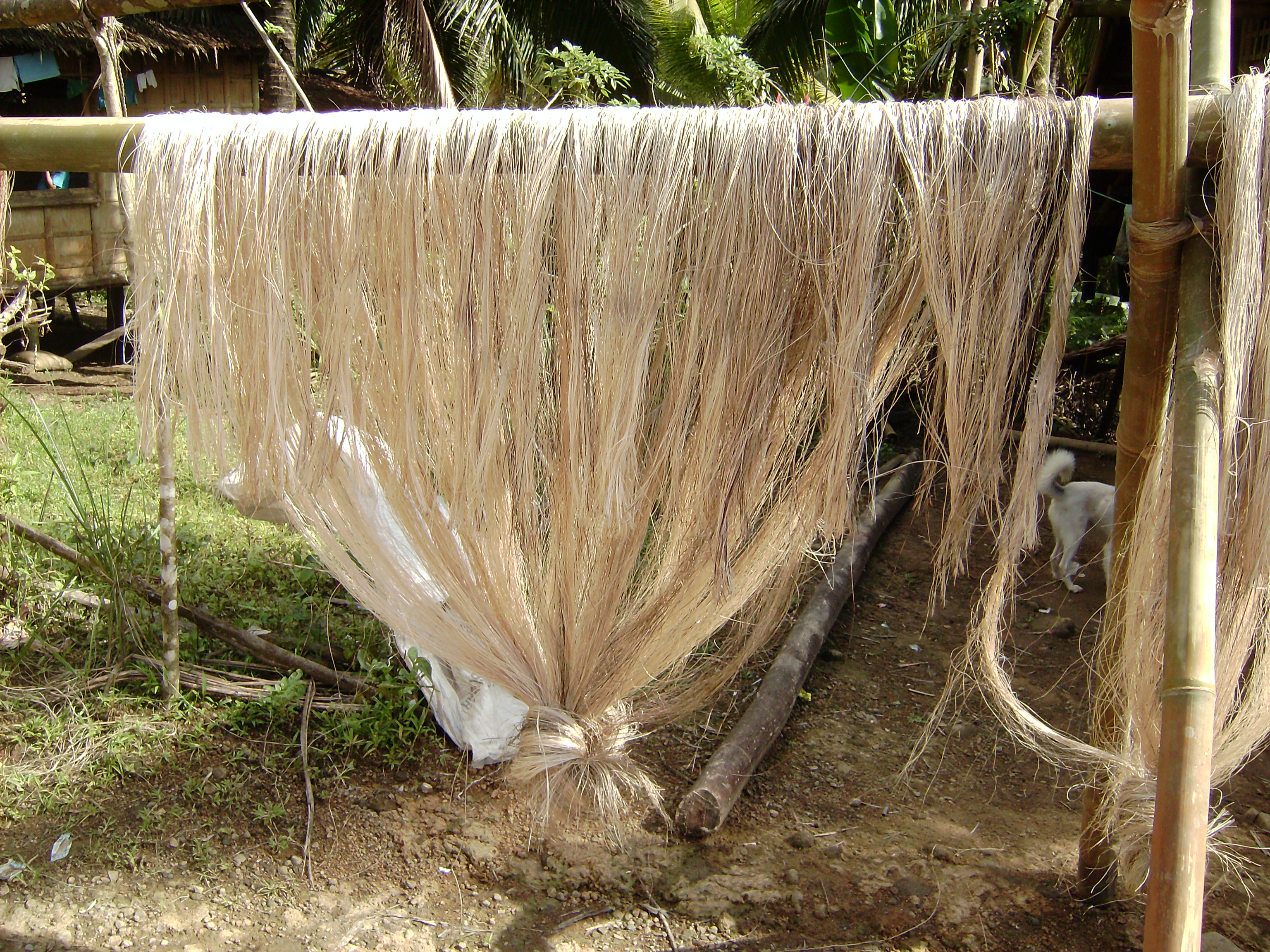
Sušení abaky na slunci
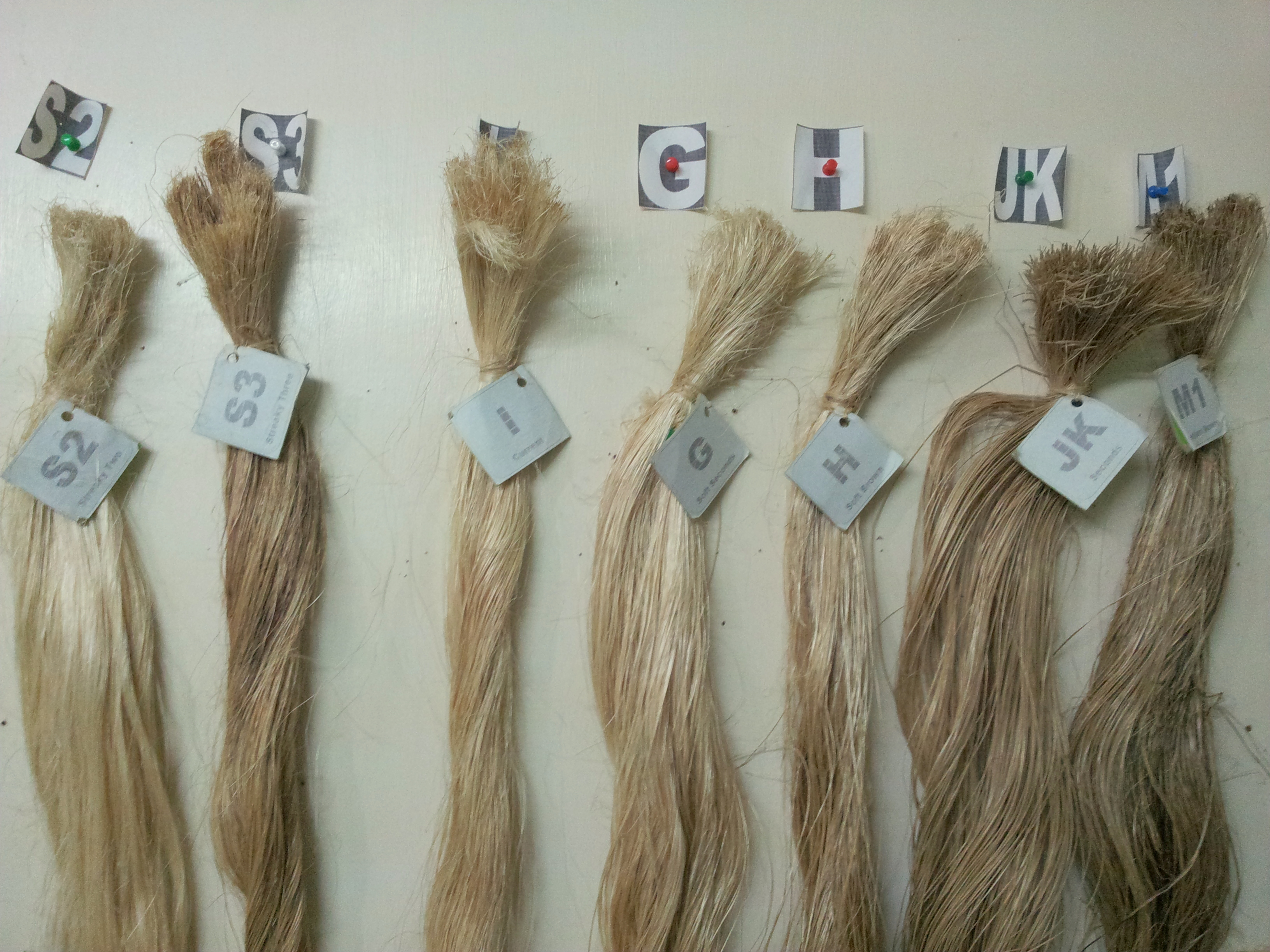
Různé stupně jakosti abakových vláken

Textilní zpracování vláken

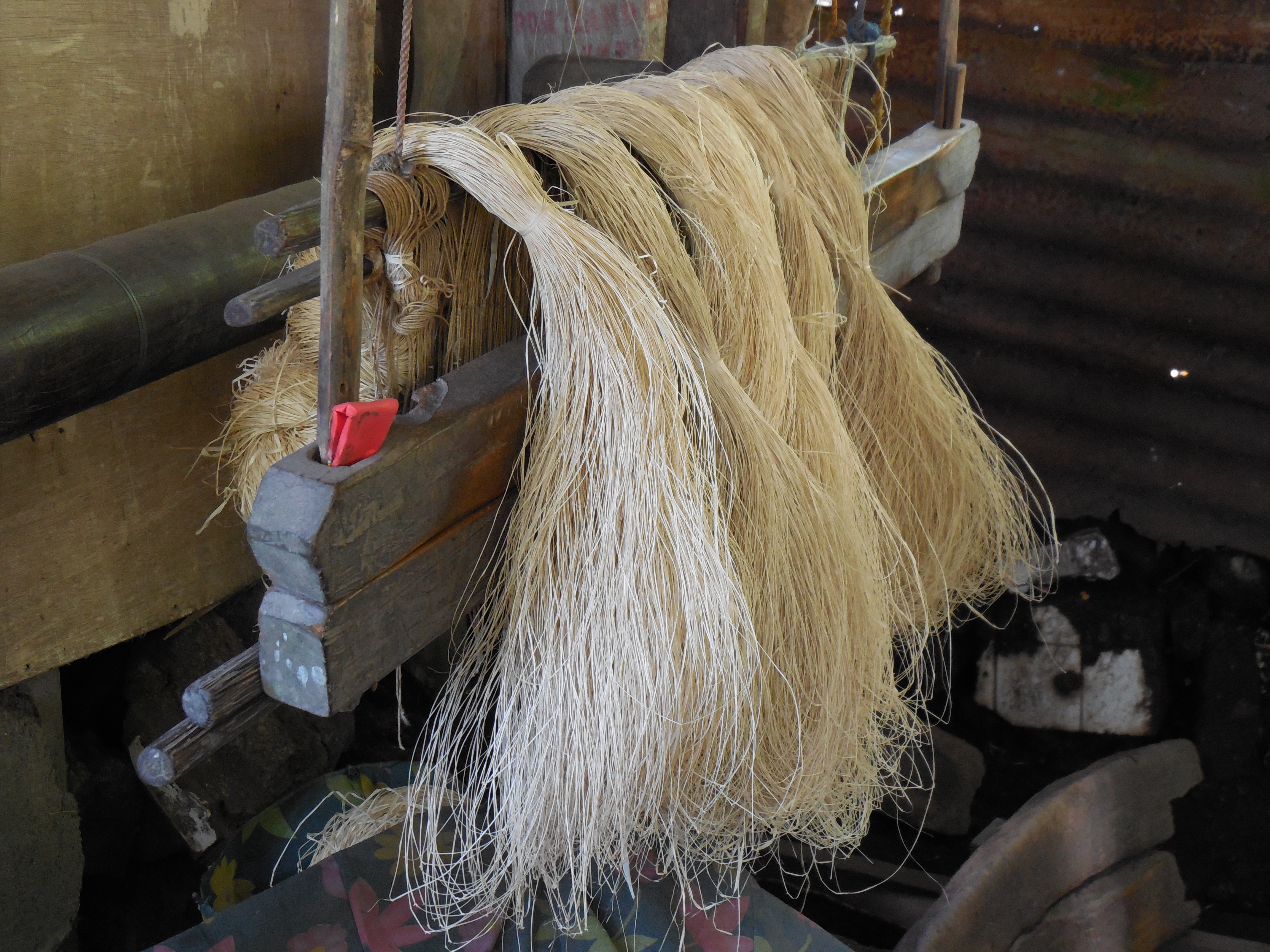
Tkaní rohože ze svazků vláken (Filipíny)
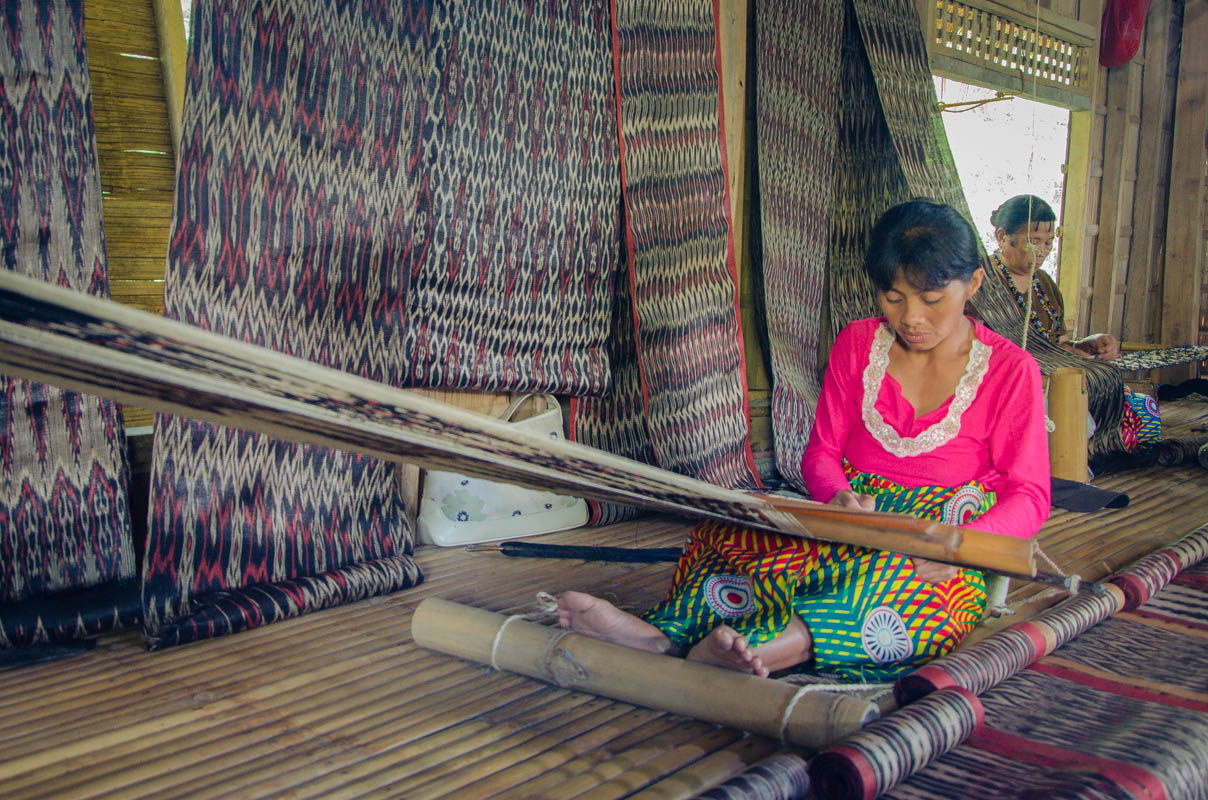
Tkaní "t´nalak" (technika backstrap)
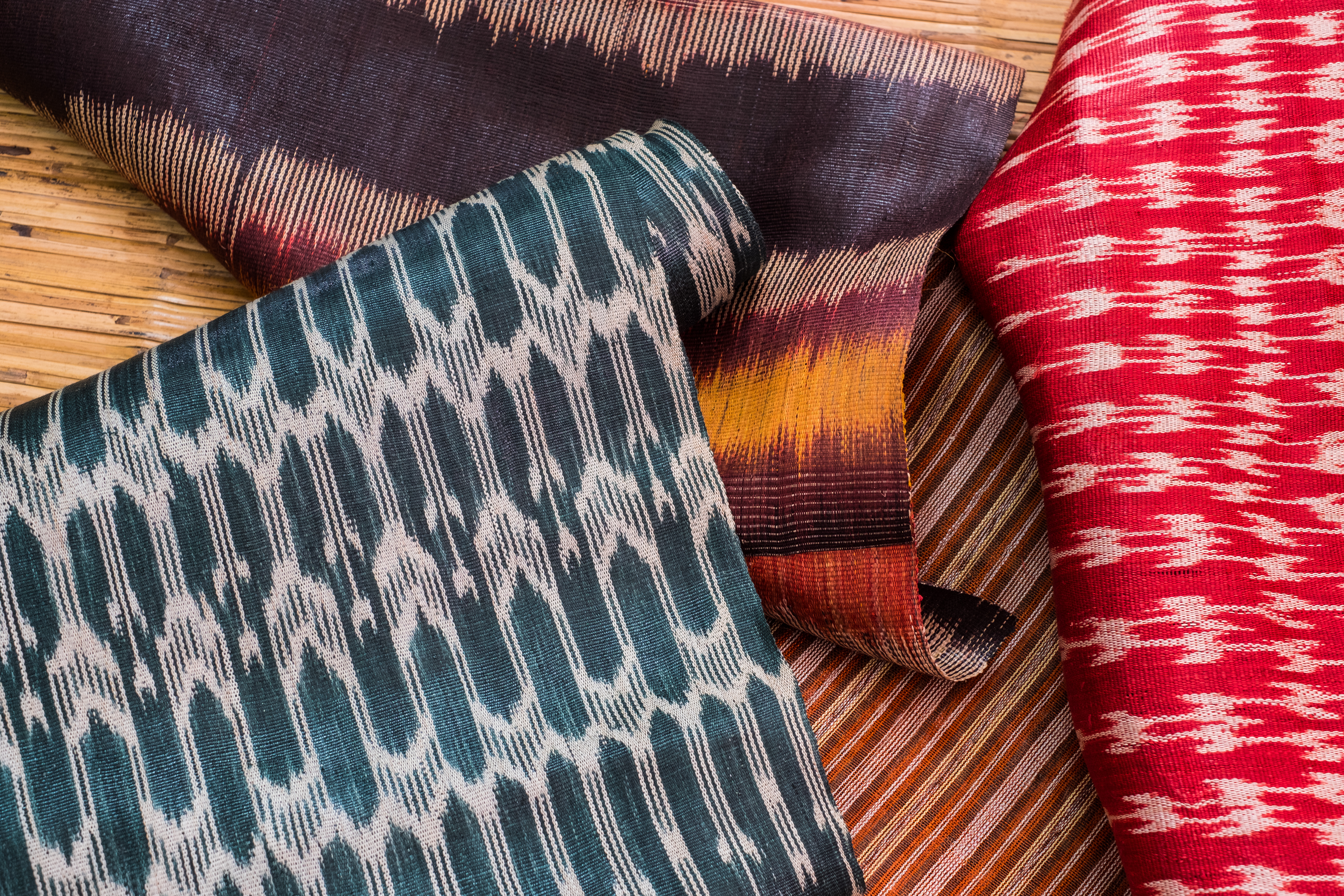
Tkanina “ t´nalak“ (z jednotlivých abakových vláken)
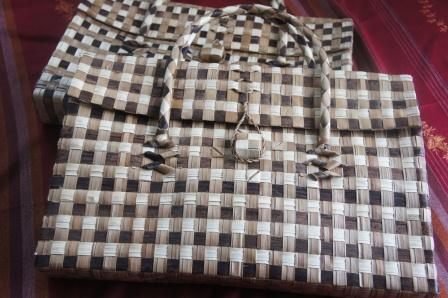
Taška z ručně tkané abaky
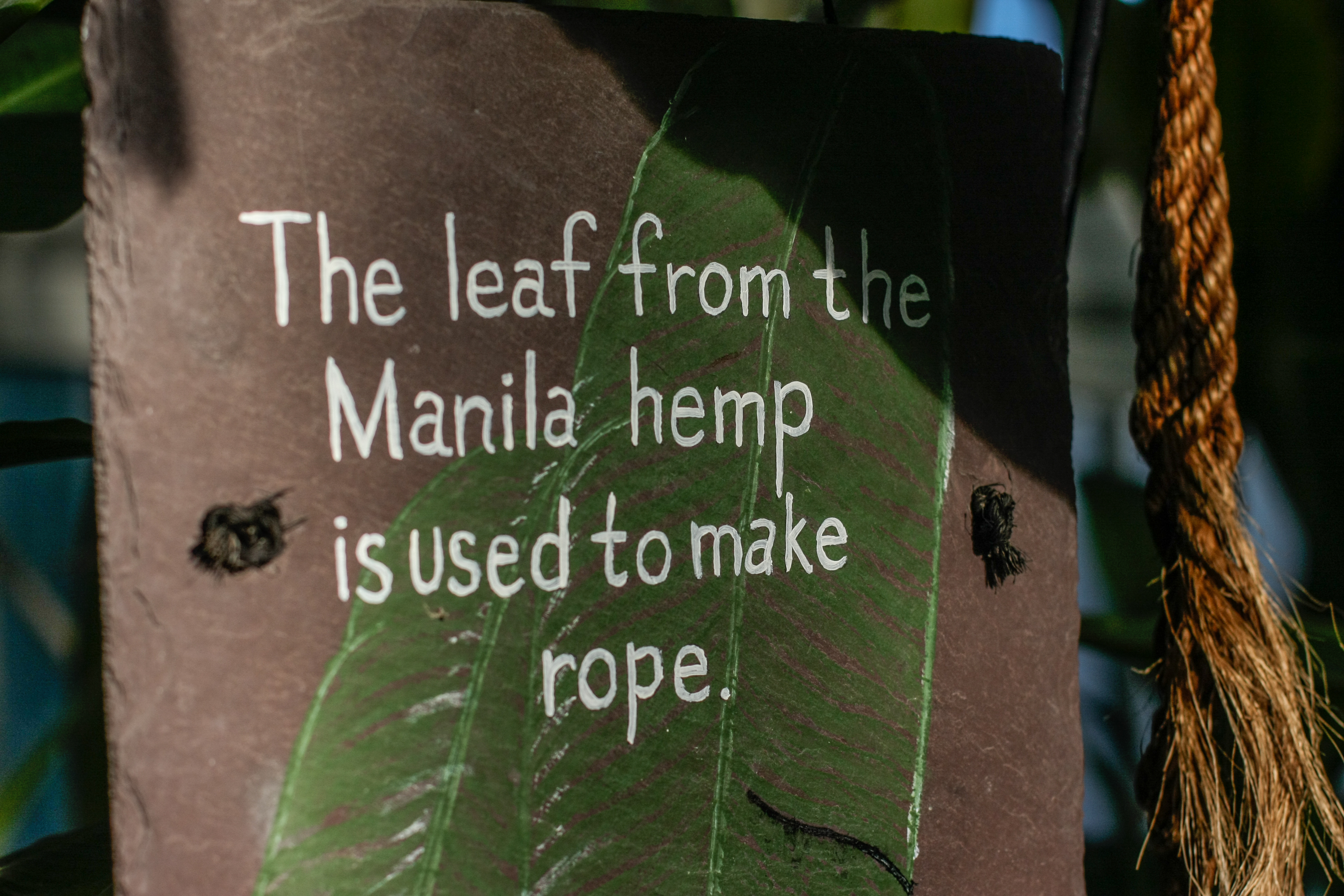
Lano z abakových vláken
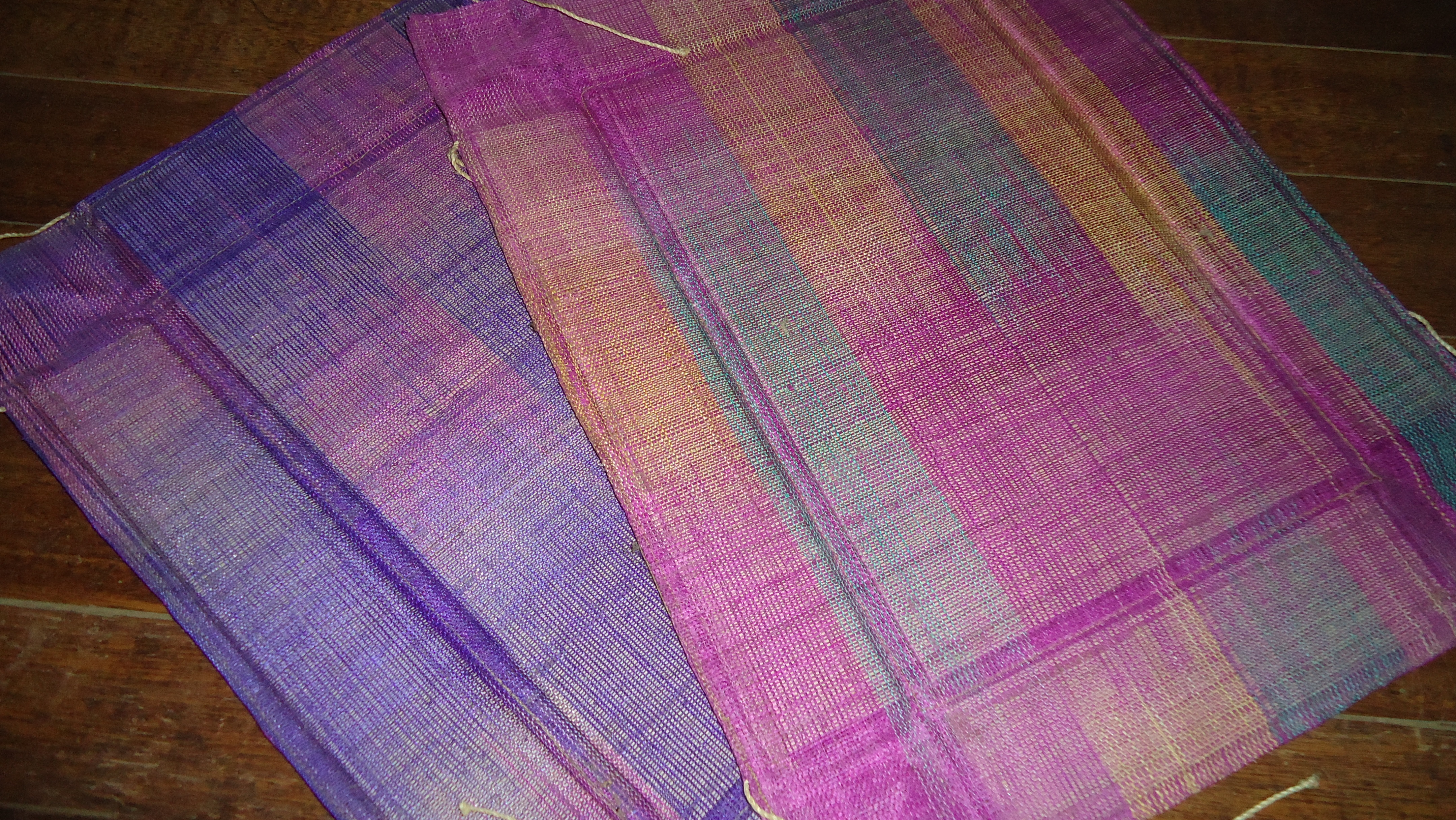
Rohože tkané z abaky (2011)
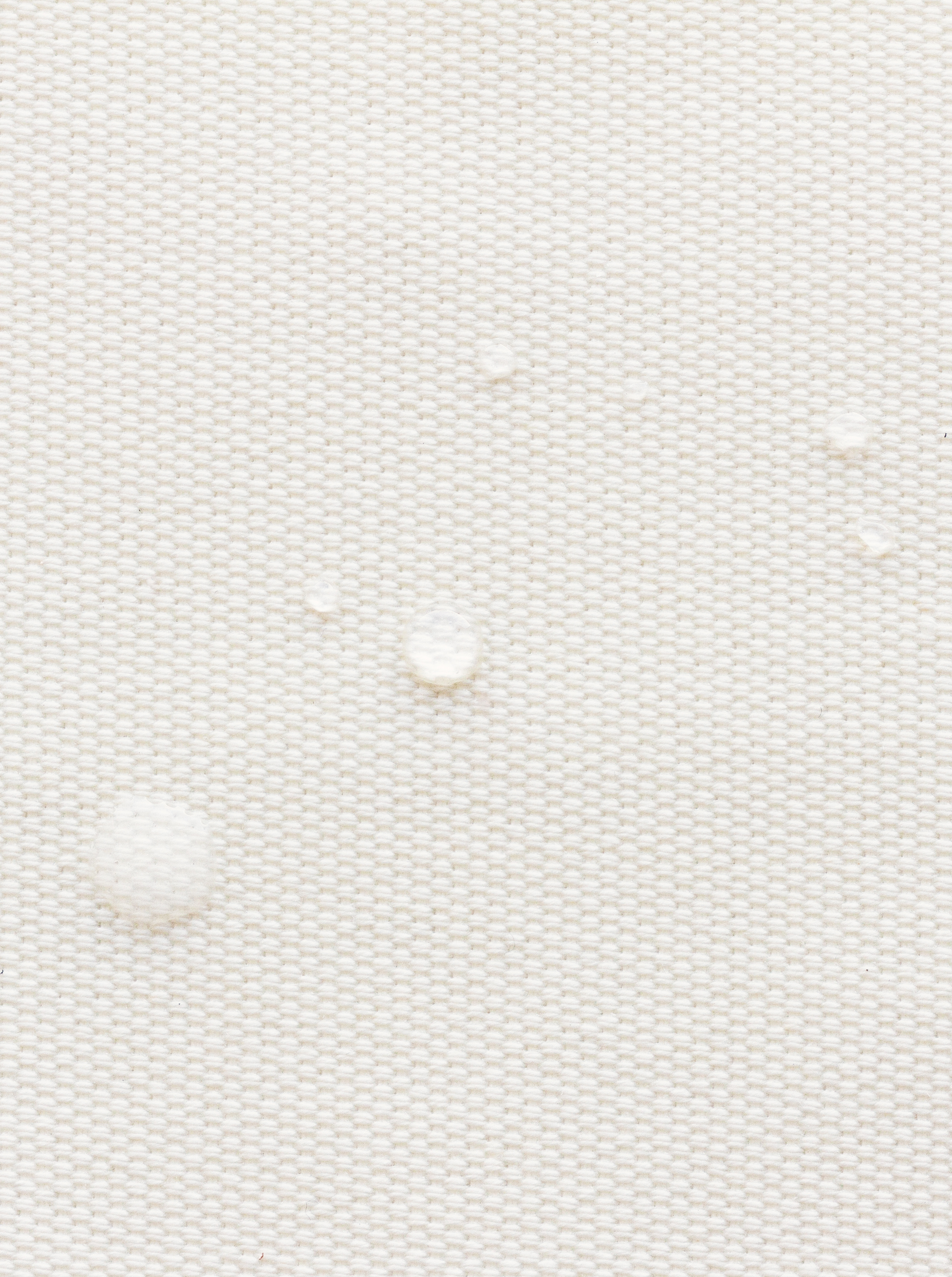
Vodotěsná tkanina z abakové papírové příze (2018)